# Irschenhausen
 Irschenhausen  ist ein Gemeindeteil der oberbayerischen Gemeinde Icking im Landkreis Bad Tölz-Wolfratshausen.
Das Kirchdorf liegt nördlich des Kernortes Icking an der Kreisstraße TÖL 19. Unweit östlich verläuft die B 11, östlich fließt auch die Isar. Die A 95 verläuft westlich.

## Geschichte
Die Siedlung wurde 800 n. Chr. als Ursinhusen ersturkundlich erwähnt. Namensgebend war entweder der Deutsche Urso oder der Römer Ursus (wie bei Irschen).

## Kultur
Das Hollerhaus am Neufahrner Weg 3 ist ein kultureller Treffpunkt für Lesungen, Ausstellungen und Konzerte. Es diente 1995 bis 2008 als „Pension Resi“ in der Fernsehkrimiserie Der Bulle von Tölz.

## Baudenkmäler
In der Liste der Baudenkmäler in Icking sind für Irschenhausen acht Baudenkmäler aufgeführt:
- Die im Kern aus dem 14./15. Jahrhundert stammende katholische Filialkirche St. Anian ist ein Saalbau mit eingezogenem Chor und westlichem Zwiebelturm. Die Kirche wurde wohl im 17. Jahrhundert verändert und im Jahr 1922 verlängert.

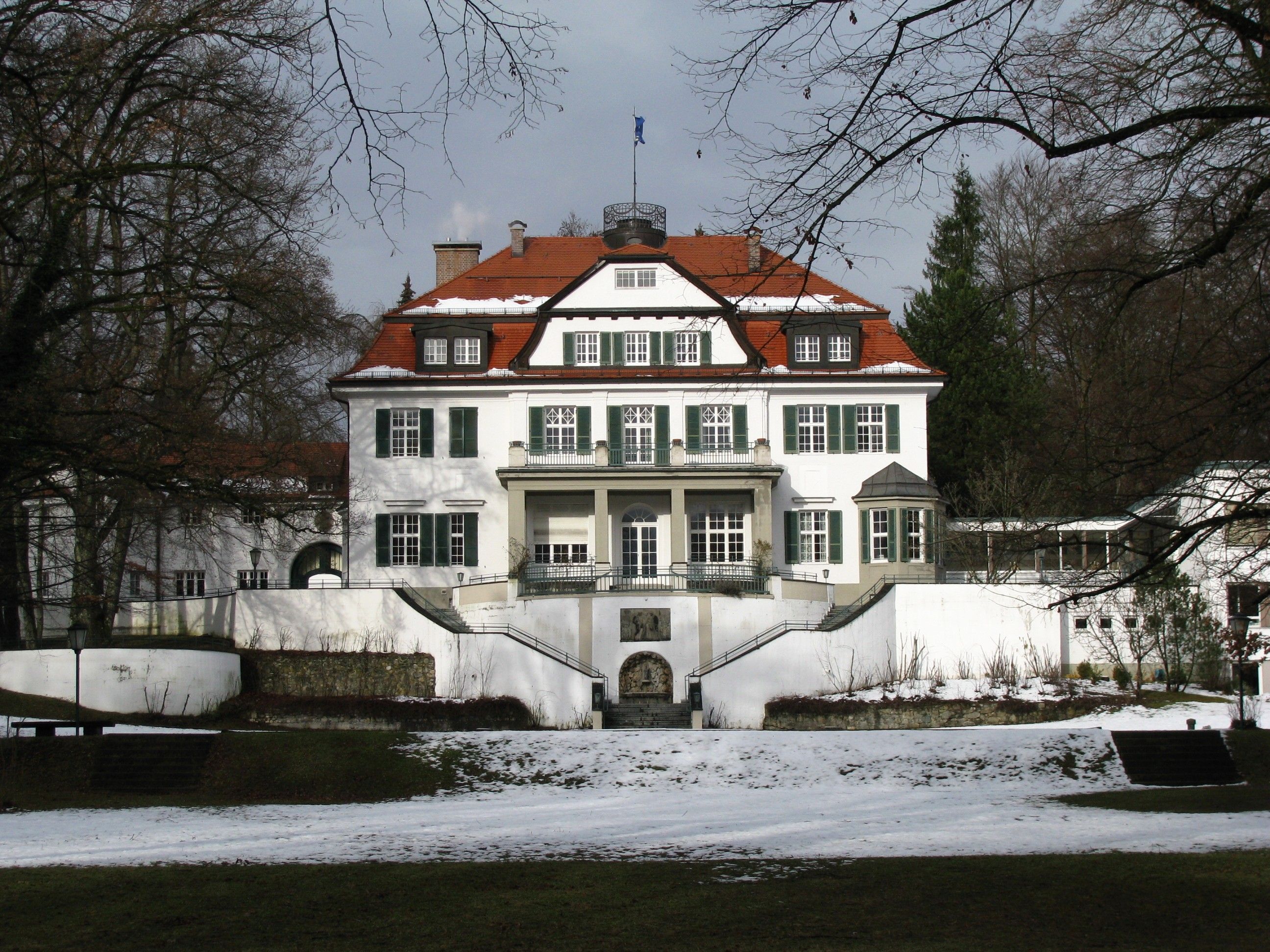
Haus Eggenberg (ehemalige Villa, jetzt eine Privatschule)

- Das um das Jahr 1910 erbaute Haus Eggenberg (Zeller Weg 27) ist eine ehemalige Villa, jetzt Sitzt der  privaten Grundschule Eggenberg und des privaten Gymnasiums Eggenberg. Der zweigeschossige putzgegliederte Mansardwalmdachbau ist in barockisierenden Formen mit Altane am Mittelrisalit erstellt. Zum Gebäude gehören ein Zwerchgiebel, Eckerker, eine doppelläufige Freitreppe und ein westlicher Wirtschaftstrakt.
- Die drei ehemaligen Bauernhäuser (Krautgärten 27, Krautgärten 32 und Neufahrner Weg 4) sind Flachsatteldachbauten.
- Die beiden Landhäuser (Krautgärten 23 und Neufahrner Weg 2) sind ebenfalls ehemalige Bauernhäuser mit Flachsatteldach.
- Der aus dem 16./17. Jahrhundert stammende Bildstock (Nähe Krautgärten, neben dem Weiher) besteht aus einem Tuffsteinpfeiler mit Laternenaufsatz.

## Persönlichkeiten
- Clemens Max Eisenberger (1902–1962), Brauereidirektor, starb in Irschenhausen
- Adolf Erbslöh (1881–1947), Maler, Wegbereiter der modernen Kunst, lebte und starb in Irschenhausen
- O. W. Fischer (1915–2004), österreichischer Schauspieler, lebte in den 1960er Jahren auf dem von ihm erbauten „Katzenschlössl“ in Irschenhausen
- Robert Heindl (1883–1958), Kriminalist
- Peter Kremer (* 1958), Schauspieler („Siska“), lebt in Irschenhausen
- Marianne Langewiesche (* 1908 in Irschenhausen; † 1979), Schriftstellerin
- D. H. Lawrence (1885–1930), englischer Schriftsteller, wohnte im September 1927 in Irschenhausen
- Erich von Manstein (* 1887 in Berlin; † 1973 in Irschenhausen), Heeresoffizier in der Wehrmacht und Generalfeldmarschall
- Rainer Maria Rilke (1875–1926) hielt sich Ende August/Anfang September 1914 und im Januar 1915 in Irschenhausen auf; das heutige Wohnhaus (damals Pension Schönblick) erinnert mit einer Gedenktafel daran
- Gebhard Werner von der Schulenburg (1881–1958), Schriftsteller, Publizist und Theater-Autor, lebte 1936 in Irschenhausen
- Leo Geyr von Schweppenburg (* 1886; † 1974 in Irschenhausen), Offizier, zuletzt General der Panzertruppe im Zweiten Weltkrieg sowie Oberbefehlshaber der Panzergruppe West